# 후방 카메라

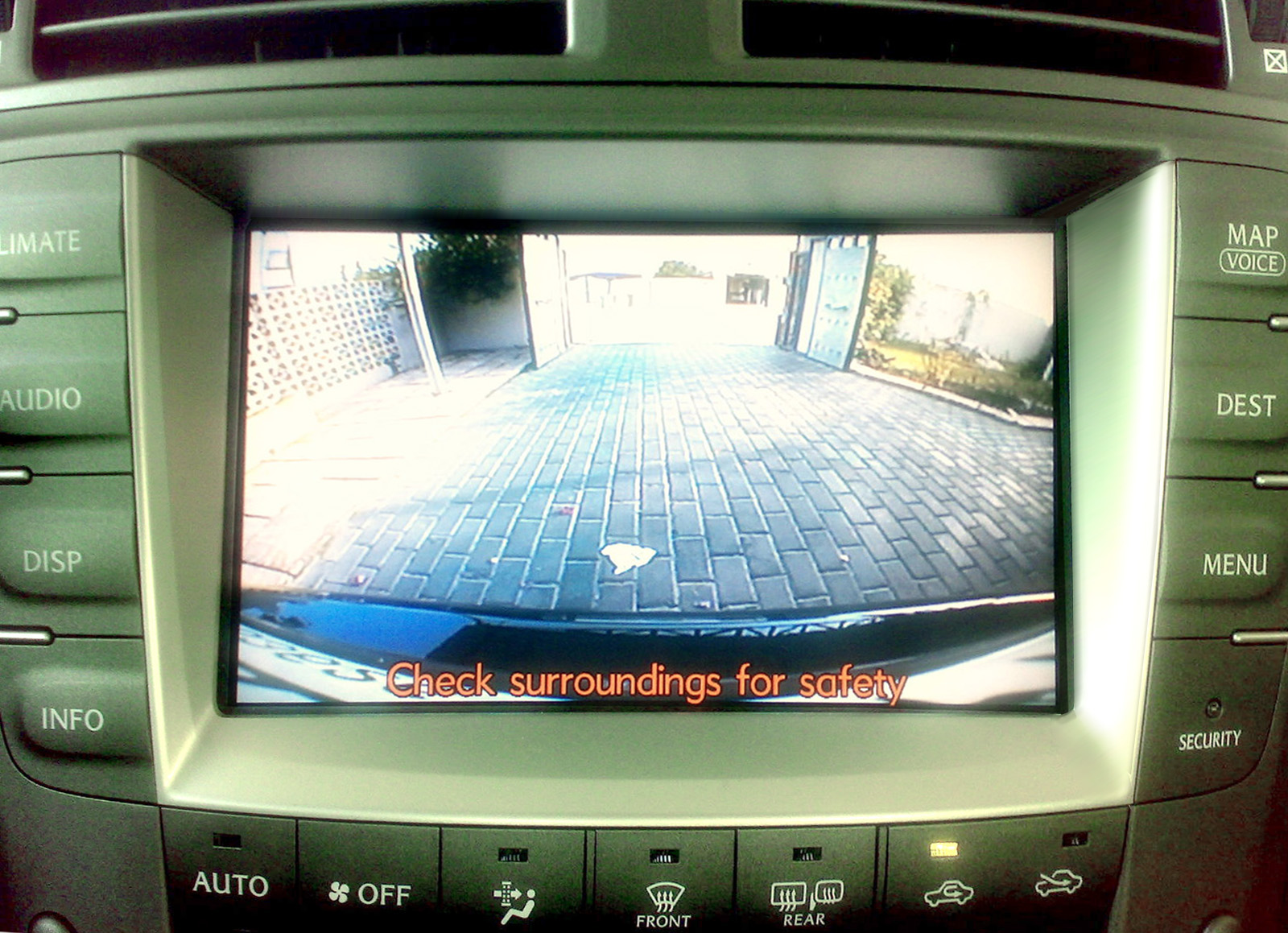
렉서스 IS 250 내비게이션 화면에 표시되는 후방 카메라 화면

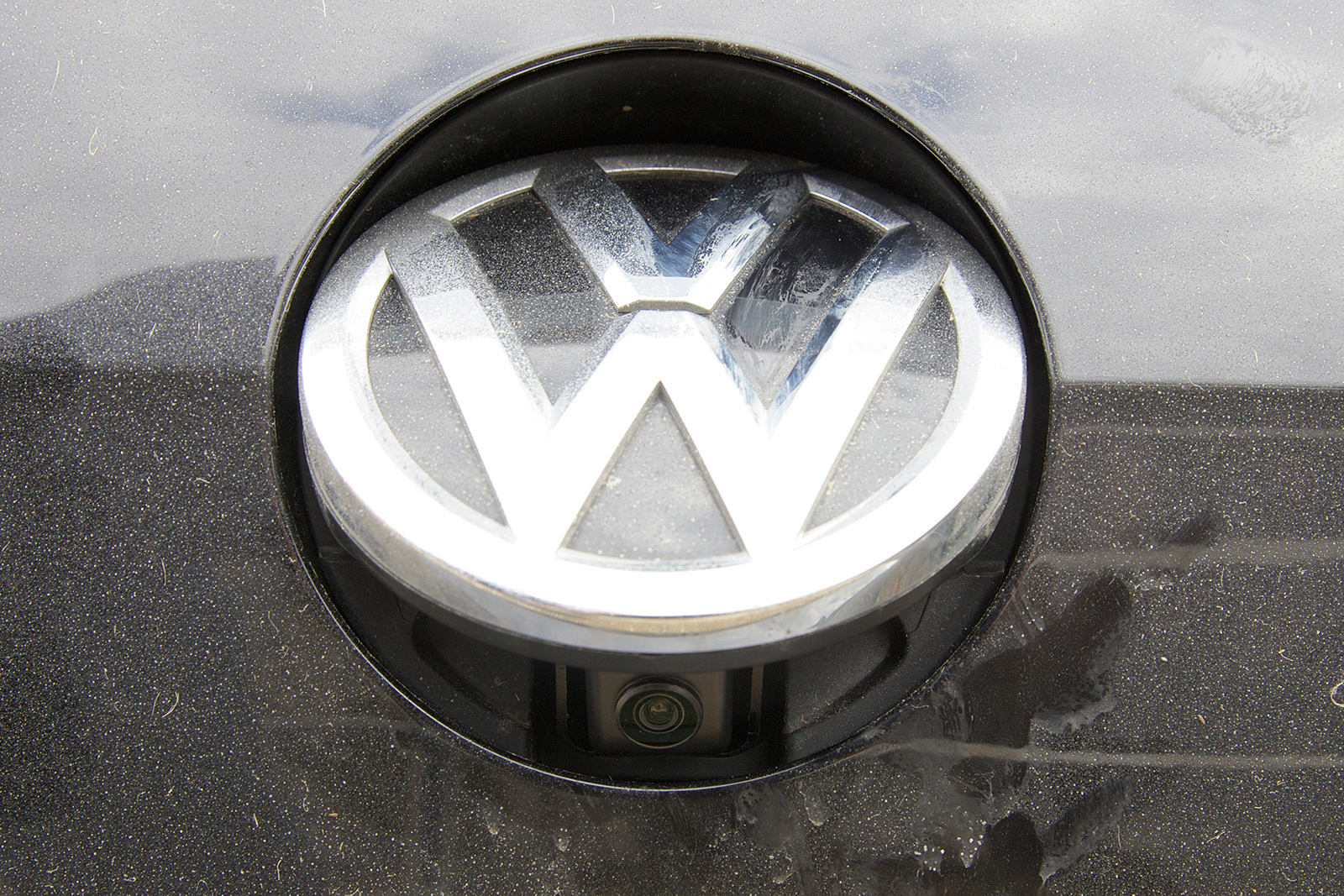
로고 안에 숨겨진 폭스바겐 골프 Mk7의 후방 카메라

후방 카메라(reversing camera 또는 rear-view camera) 또는 백업 카메라(backup camera)는 후진을 돕고 차량 후방의 사각지대를 줄이기 위해 차량 후면에 부착되도록 특별히 설계된 비디오 카메라이다. 후방 사각지대는 사고의 원인이 되어 "킬링 존"으로 묘사되기도 한다. 후방 카메라는 일반적으로 차량의 헤드 유닛 디스플레이에 연결된다. 일반적인 변형은 차량과 주변 환경의 합성적이지만 위치적으로 정확한 상하 보기를 조립하는 서라운드 뷰 시스템이다.
후방 카메라는 2018년부터 캐나다와 미국에서 법으로 규제되고 있다. 그해 5월부터 미국에서 판매되는 모든 신차에 후방 카메라가 의무화되었다.

## 기능
후방 카메라의 디자인은 이미지를 수평으로 뒤집어 거울 이미지를 생성한다는 점에서 다른 카메라와 다르다. 카메라와 운전자가 반대 방향을 향하고 있기 때문에 이것이 필요하다. 이 조정 없이는 카메라의 오른쪽이 운전자의 왼쪽이 되고 그 반대가 된다. 미러링된 이미지는 디스플레이의 방향을 차량에 설치된 실제 거울과 일치시킨다. 후방 카메라는 일반적으로 광각 렌즈 또는 어안 렌즈를 사용한다. 이러한 렌즈는 먼 물체를 포착하는 카메라의 능력을 제한할 수 있지만, 카메라가 한 후방 모서리에서 다른 후방 모서리까지 중단 없는 수평 경로를 볼 수 있도록 한다. 카메라는 일반적으로 지면의 잠재적 장애물을 보기 위해 아래쪽으로 기울어져 있다.
후방 카메라는 GPS 내비게이션 시스템과 함께 사용되는 대시보드 화면을 사용한다. 차량 내부에서는 변속기가 후진으로 설정될 때 디스플레이가 자동으로 활성화되도록 연결되어 차량이 후진 중일 때 대시보드 화면에 후진 보기를 표시하고/또는 운전자를 돕기 위해 격자 가이드라인을 제공한다.

## 변형
다양한 용도를 위한 다양한 종류의 후방 카메라:
- 애프터마켓 추가: 공장에서 장착된 시스템이 없는 차량에도 후방 카메라를 추가할 수 있다. 유선 및 무선 버전으로 모두 제공된다.
- 대형 차량 시스템: 캠핑카와 같은 대형 차량의 경우, 내장된 서보메커니즘을 갖춘 카메라 시스템을 통해 운전자가 카메라를 원격으로 팬 및 틸트할 수 있다.
- 무선 후방 카메라: 무선 카메라와 수신기가 함께 제공되어 유선 버전보다 설치가 더 쉽고 저렴하다.[3]
- 내장 오디오 인터콤: 카메라 시스템 외에 차량 외부의 관찰자와 소통하기 위해 사용되며, 대형 트레일러를 후진하거나 보트를 진수할 때 흔히 사용된다.
- 야간 투시 카메라: 차량의 흰색 후진등이 불충분할 때 어둠 속에서 후진하기 위해 일련의 적외선 조명을 사용한다.

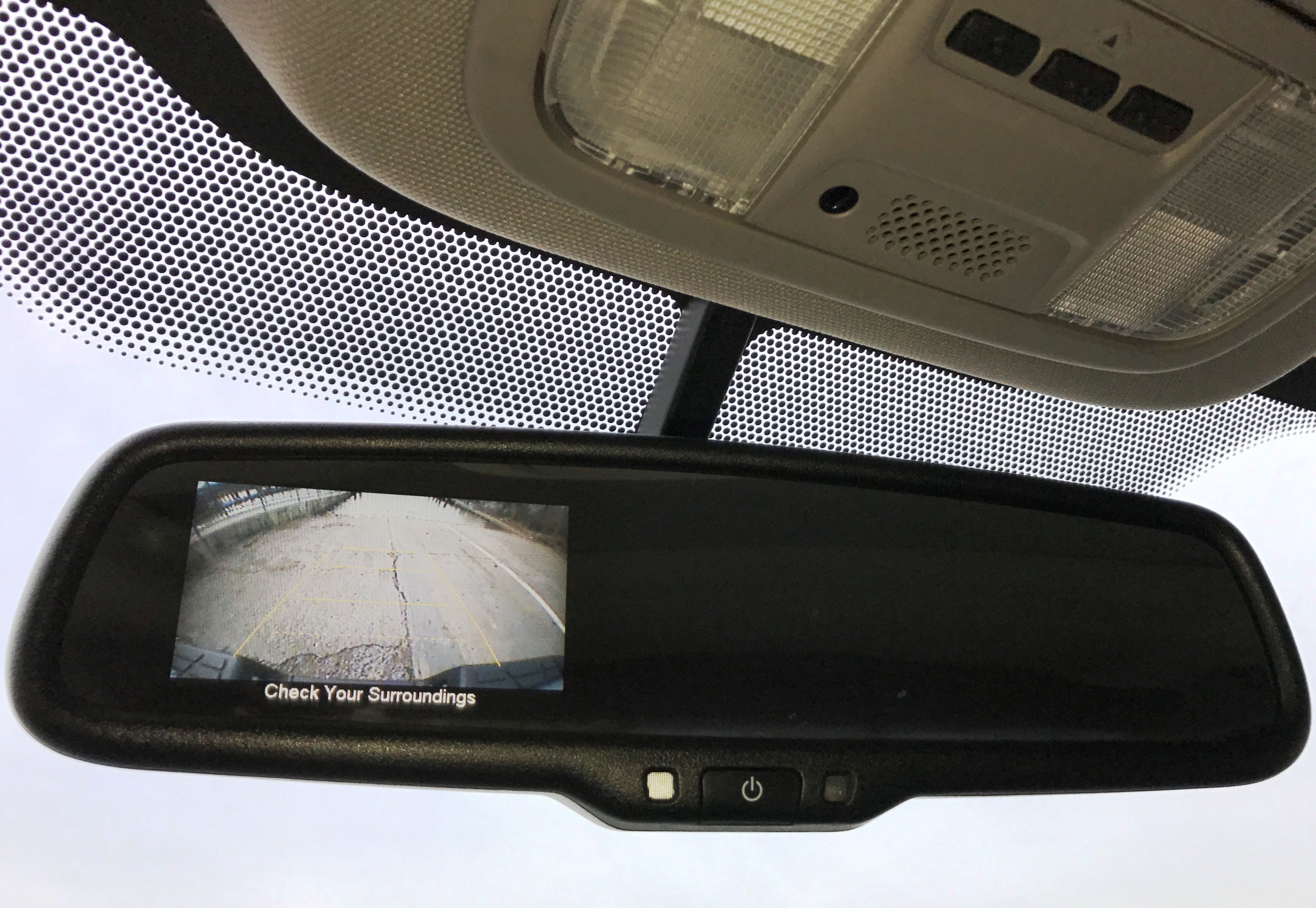
2013–2014년형 혼다 릿지라인 백미러 후방 카메라 (거리 가이드라인 포함)

- 휴대용 또는 반영구적 올인원 카메라 시스템: 대시보드 카메라 또는 대시캠이라고도 불리며, 대시보드에 디스플레이가 영구적으로 설치되지 않은 차량용으로 주로 판매된다. 이러한 시스템은 대시보드 또는 백미러에 부착할 수 있는 작은 휴대용 화면과 후방 카메라를 포함한 카메라에 연결하기 위한 긴 전선으로 구성된다.
- 일부 후방 및 후면 카메라는 백미러의 디스플레이에 연결되어 차량 뒤의 활동을 감지하여 "차량의 다른 영역에 디스플레이/기능을 통합하는 것과 관련된 공구, 소프트웨어, 하드웨어 및 테스트 비용을 절감"하기 위해 사용된다.
- 번호판 프레임 버전: 차량을 영구적으로 개조하지 않고도 설치할 수 있다.
- 맞춤형 카메라: 브레이크등 카메라는 카메라와 브레이크등 기능을 결합한다. 일부 후방 카메라는 또한 카메라 렌즈 주변에 LED를 사용하여 사용 중에 주변을 비춘다.

## 역사
첫 번째 후방 카메라는 1956년 1월 제너럴 모터스 모토라마에서 선보인 1956년 뷰익 센츄리온 컨셉트카에 사용되었다. 이 차량은 후방에 장착된 텔레비전 카메라가 대시보드의 TV 화면으로 이미지를 전송하여 후방 거울을 대체했다.
1972년형 볼보 실험 안전차(VESC)도 후방 카메라를 가지고 있었지만, 이 기능은 후속 볼보 240 모델에 적용되지 않았다.
후방 카메라를 통합한 최초의 양산차는 일본에서만 판매된 1987년형 토요타 크라운이었다. 토요타 시스템은 후면 스포일러에 장착된 CCD 카메라가 있는 컬러 EMV 화면을 사용했다. 2000년 4월, 닛산의 인피니티 부문은 2002년형 인피니티 Q45 플래그십 세단에 후방 시야 모니터를 도입했다. 주차 거리 매개변수로 컬러 화면 가이드라인을 사용하여, 후방 시야 모니터는 트렁크에 번호판에 장착된 카메라에서 작동하여 미러링된 이미지를 7인치 대시 내 LCD 화면으로 전송했다. 2001년 3월 북미 출시 시 선택 사양으로 제공되었다. 2002년형 닛산 프리메라는 일본과 북미 이외 지역에 후방 시야 모니터 후방 카메라 시스템을 도입했다.
자동차용 애프터마켓 옵션은 전자 제품 제조업체가 자동차의 센터 콘솔을 교체하지 않고도 전문가가 설치할 수 있는 여러 자동차 업그레이드를 제공하면서 한동안 사용 가능했다.

## 다른 종류의 카메라

### 서라운드 뷰 카메라

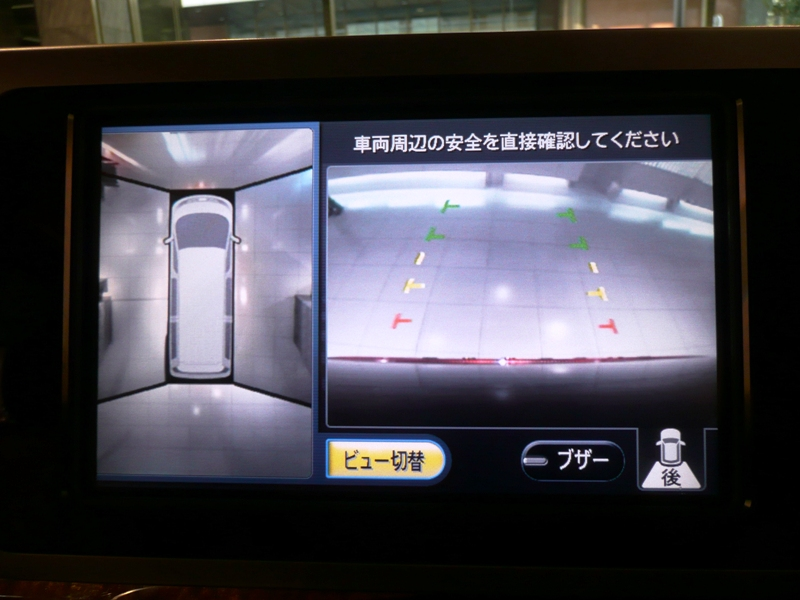
닛산 엘그란드의 어라운드 뷰 모니터

인피니티는 최초의 서라운드 뷰 카메라를 도입하여 2008년형 EX35에 이 시스템을 제공하고 어라운드 뷰 모니터로 마케팅했다. 이 시스템은 차량의 전방, 후방 및 측면에 위치한 4개의 카메라를 사용하여 이미지 처리 장치로 이미지를 전송하여 차량과 주변 환경의 합성적이지만 위치적으로 정확한 상하 보기를 생성했다. 대부분의 현대 시스템에서는 차량 위에서 촬영된 것이라고 믿기 어려울 정도로 세부적인 사진이 나타난다.
그 이후 다른 제조업체들도 버드아이 뷰 카메라(도요타) 및 서라운드 비전(쉐보레)과 같은 유사한 시스템을 제공하고 있다.

### 사이드 미러 카메라
2018년 10월에 처음 선보인 일본 시장용 렉서스 ES는 카메라를 사이드 미러로 선택할 수 있다. 이 기능은 아우디 Q8 e-트론과 아이오닉 5에도 제공된다.

### 무선 후방 카메라
이러한 고급 카메라는 카메라와 디스플레이 사이에 케이블이 필요 없이 원격으로 작동한다. 일반적으로 후진 기어를 넣으면 자동으로 켜진다. 일부 모델은 전력 공급을 위해 태양 에너지를 사용한다. 디스플레이는 차량 대시보드의 12볼트 소켓에서 전력을 공급받을 수 있으며, 일부 모델은 앱을 통해 휴대폰과 직접 동기화된다.

### 사각지대 모니터 및 기타 기술

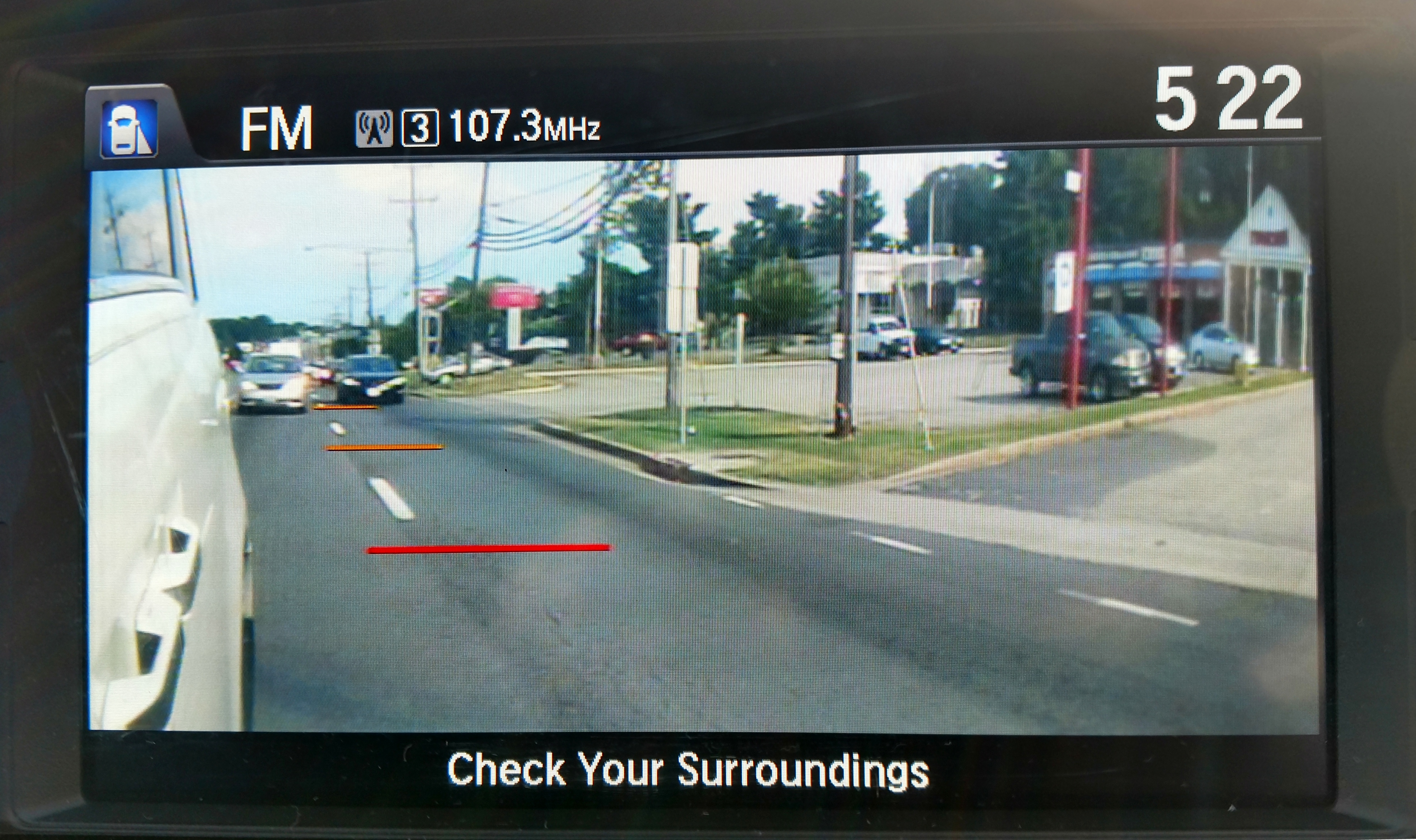
혼다의 LaneWatch는 시야가 80°이며, 내비게이션 화면에 차량 후면 범퍼 뒤의 거리를 판단하는 데 도움이 되는 가이드라인과 함께 표시된다.

사각지대 모니터에는 "교차로 경고" 기능이 포함될 수 있으며, 이는 주차 공간에서 후진할 때 측면에서 차량이 접근할 때 운전자에게 경고한다.

## 의무화
다음 국가들은 모든 신차에 후방 카메라를 의무화하는 법률을 시행하고 있다.
| 국가/지역 | 준수 마감일     | 비고                                                             | 참고          |
| --------- | --------------- | ---------------------------------------------------------------- | ------------- |
| 미국      | 2018년 5월 1일  | 10,000파운드 미만의 모든 차량에 필수                             | [ 17 ]        |
| 캐나다    | 2018년 5월 1일  | 10,000파운드(4536kg) 미만의 모든 차량에 필수                     | [ 18 ]        |
| 일본      | 2022년 5월 1일  |                                                                  | [ 19 ] [ 20 ] |
| 유럽 연합 | 2022년 7월 6일  | 후방 카메라 또는 감지 시스템이 필수.                             | [ 21 ] [ 22 ] |
| 호주      | 2025년 11월 1일 | 기존 모델로 만들어진 모든 신차는 2027년 11월 1일부터 의무화된다. | [ 23 ]        |

### 미국 및 캐나다
미국에서는 2007년 캐머런 걸브랜슨 어린이 교통 안전법에 따라 미국 교통부는 3년 이내에 후방 충돌 안전 규정을 발표하고 최종 규칙 제정 후 4년 이내에 전면적인 준수를 요구해야 했다.
최종 규정 발표 법정 마감일은 2011년 2월이었다. 그러나 미국 교통부는 요구 사항의 비용과 이점을 분석하기 위해 마감일을 반복적으로 연장했다. 2013년 9월, 이 법의 이름이 된 아이의 아버지인 그레그 걸브랜슨은 소비자 및 옹호자 단체와 함께 미국 제2항소법원에 미국 교통부가 90일 이내에 후방 카메라 규정을 시행할 것을 요구하는 청원을 제출했다. 2012년식 자동차의 약 절반이 후방 카메라를 장착했다.
2014년 3월 31일, 마감일이 3년이나 지났을 때, 미국 고속도로교통안전국은 2018년 5월부터 생산되는 미국에서 판매되는 모든 자동차에 후방 카메라를 의무화할 것이라고 발표했다. 2016년 10월 31일, 캐나다 교통부는 같은 시기부터 유사한 의무화를 발표했다.

## 같이 보기
- 자동 주차
- 사각지대 모니터
- 자동긴급제동장치
- 실험 안전 차량 (ESV)
- 주차 조향 보조 시스템
- 스마트 자동차
- 차선 유지 보조 시스템
- 자동차 부품 목록
- 옴니뷰 기술
- 주차 센서
- RCA (기업)
- 방수
- 윙 미러

## 내용주
1. ↑  “The danger of blind zones: The area behind your vehicle can be a killing zone”. 《Consumer Reports》 (Consumers Union). March 2012. 2013년 8월 10일에 확인함.
2. ↑  Bomey, Nathan (2018년 5월 2일). “Backup cameras now required on new cars in the US”. 《USA Today》. 2023년 2월 6일에 확인함.
3. 1 2 3  “Best Wireless Backup Camera 2018 (Review) - Buyer's Guide”. 2019년 1월 9일. 2019년 3월 6일에 원본 문서에서 보존된 문서. 2018년 9월 7일에 확인함.
4. ↑  Florea, Ciprian (2021년 2월 20일). “The Buick Centurion Was So Futuristic That It Had a Rear-View Camera in 1956”. 《autoevolution》 (영어). 2023년 2월 13일에 확인함.
5. ↑  “Buick Centurion”. CNET. 2013년 8월 21일에 확인함.
6. ↑  “VESC: The Volvo Before Its Time”. EuroSport Tuning. 2021년 12월 26일에 원본 문서에서 보존된 문서. 2018년 8월 25일에 확인함.
7. ↑  “Volvo - VESC”. AllCarIndex.
8. ↑  “TOYOTA MOTOR CORPORATION GLOBAL WEBSITE | 75 Years of TOYOTA | Technical Development | Electronics Parts”.
9. ↑  High Gear Media Staff. “2000 New York Auto Show, Part I”. 《The Car Connection》.
10. ↑  “2002 Infiniti Q45 Sedan - Road Test - Motor Trend”. 《Motor Trend Magazine》. 2001년 5월 1일.
11. ↑  “Around View Monitor”. blogs at cars.com. 2010년 11월 23일에 원본 문서에서 보존된 문서. 2010년 8월 24일에 확인함.
12. ↑  Nerad, Jack R. (2002년 10월 16일). “How Does Bird's Eye View Work in Cars?”. 《J D Power》.
13. ↑  “Lexus ES Digital Outer Mirrors to be a world first”.
14. ↑  Ford Motor Company (2008). “See It, Hear It, Feel It: Ford Seeks Most Effective Driver Warnings for Active Safety Technology. Increased warnings indicate potentially hazardous lane changes”. Gale, Cengage Learning/Free Library. 2017년 7월 30일에 원본 문서에서 보존된 문서. 2013년 8월 11일에 확인함.
15. ↑  Jensen, Christopher (2009년 8월 18일). “Are Blind Spots a Myth?”. 《뉴욕 타임스》. 2013년 8월 9일에 확인함.
16. ↑  Automobile Blind-Spot Monitoring System, Tri-City Insurance News, January 27, 2006 보관됨 12월 13, 2009 - 웨이백 머신
17. ↑  “NHTSA Announces Final Rule Requiring Rear Visibility Technology”. U.S. Department of Transportation. 2014년 3월 31일. 2024년 12월 5일에 확인함.
18. 1 2  “Transport Canada making back-up cameras mandatory in new cars starting May 2018”. 《CBC 뉴스》. Canadian Press. 2016년 11월 1일에 확인함.
19. ↑  “Rearview cameras to become mandatory starting next May”. Yomiuri Shimbun. 2021년 6월 18일.
20. ↑  “バックカメラシステムにおける装置型式指定（自マーク）を業界に先駆け第 1 号を取得” (PDF) (일본어). 2024년 12월 5일에 확인함.
21. ↑  “July 6th 2022 – Vehicle safety in Europe takes a giant leap forward”. European Transport Safety Council. 2022년 7월 5일. 2024년 12월 5일에 확인함.
22. ↑  “New safety features in your car”. European Commission. 2019년 3월 25일. 2024년 12월 5일에 확인함.
23. ↑  “Reversing technologies on new vehicles to save lives and prevent serious injuries on Australian roads”. Department of Infrastructure, Transport, Regional Development, Communications and the Arts. 2023년 7월 26일. 2024년 12월 5일에 확인함.
24. ↑  Pub.L. 110–189
25. 1 2  “Government Backs Up On Rearview Car Cameras”. 내셔널 퍼블릭 라디오. 2012년 3월 2일. 2012년 4월 20일에 확인함.
26. ↑  Rowell, Arden (2012년 5월 30일). “Valuing the Rear-view Camera Rule”. 《The Regulatory Review》.
27. ↑  “As Death Toll Grows, Obama Administration's Transportation Department Sued for Failing to Issue Auto Safety Rule Mandated by Congress”. 《Public Citizen》.
28. ↑  “Group Sues Transportation Dept. Over Rearview Camera Delays”. 《Autoblog》. AOL. 2013년 9월 25일. 2016년 11월 2일에 확인함.
29. ↑  Woodyard, Chris (2014년 3월 31일). “NHTSA to require backup cameras on all vehicles”. 《USA 투데이》. 2014년 3월 31일에 확인함.